# Phyllops falcatus
Genre
Espèce
Statut de conservation UICN

 LC  : Préoccupation mineure
Phyllops falcatus est une espèce de chauve-souris, l'unique du genre Phyllops.

## Répartition géographique
On trouve cette espèce à Cuba.

## Sous-espèces
Selon MSW :
- Phyllops falcatus falcatus
- Phyllops falcatus haitiensis